# Smolle
Smolle je priimek več znanih Slovencev:
- Karel Smolle (*1944), slovensko-avstrijski pravnik, politik in pesnik